# Paracentrotus
Paracentrotus L. Agassiz & Desor, 1846 è un genere di ricci di mare della famiglia Parechinidae.

## Tassonomia
Comprende le seguenti specie:
- Paracentrotus gaimardi (Blainville, 1825)
- Paracentrotus lividus (Lamarck, 1816)